# Kadyktschan
Kadyktschan (russisch Кадыкчан) ist eine faktisch verlassene Siedlung städtischen Typs in der Oblast Magadan (Russland). Nach der Volkszählung in Russland 2021 hat der Ort einen Einwohner. Kadyktschan liegt etwa 65 Kilometer nordwestlich von Sussuman, dem Verwaltungszentrum des Rajons. Der Name der Siedlung stammt aus der indigenen ewenischen Sprache und bedeutet so viel wie „kleine Schlucht“.

## Geschichte
Kadyktschan wurde von Gulag-Häftlingen während des Zweiten Weltkrieges zur Kohleförderung erbaut. Später wohnten dort auch Bergarbeiter, die das Wärmekraftwerk Arkagalinskaja GRES in Mjaundscha mit Kohle versorgten.
1964 erhielt der Ort den Status einer Siedlung städtischen Typs.
Nach dem Zerfall der Sowjetunion wurde der Kohleabbau in der Region immer unprofitabler. Nach einer Explosion in einer Mine mit sechs Toten im Jahr 1996 beschloss die Regierung, alle Minen zu schließen und den Wegzug der Bewohner zu bezuschussen. 2010 war die Siedlung nach offiziellen Angaben komplett verlassen, auch wenn Touristen im Jahr 2012 noch von ein bis zwei Bewohnern berichteten. 2021 hatte Kadyktschan wieder einen dort gemeldeten Bewohner.

## Verkehr
An der Siedlung führt die Fernstraße R504 Kolyma vorbei, die Magadan mit Nischni Bestjach bei Jakutsk verbindet.

## Bevölkerungsentwicklung

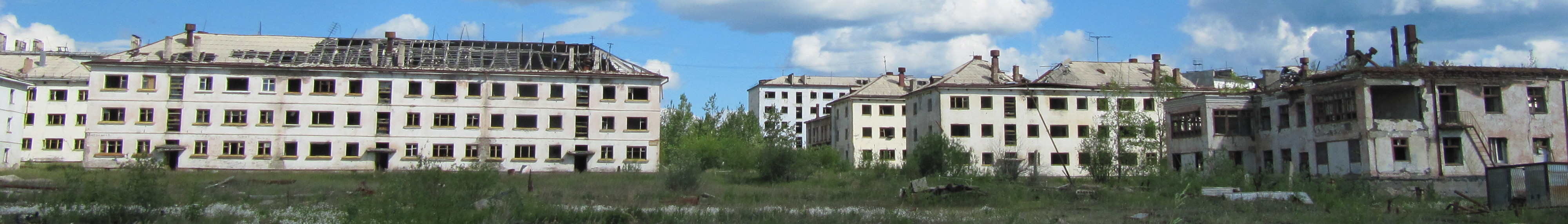
Verlassene Gebäude in Kadyktschan

| 1970  | 1979  | 1986   | 1989  | 2002 | 2007 | 2021 |
| 3.378 | 4.764 | 10.270 | 5.794 | 875  | 227  | 1    |